# WFC Rossiyanka
Maillots
Le WFC Rossiyanka est un club russe de football féminin basé à Krasnoarmeïsk fondé en 1990 et disparu en 2017.

## Histoire
Fondé le 1er mars 1990 sous le nom de Nadezhda, le club est d'abord un club de futsal féminin. Nadezhda remporte le titre de champion de Russie de futsal en 1994. En 1998, le club rejoint la Fédération de Russie de football féminin. Le club est champion de Russie de deuxième division en 2003.
Vice-champion de première division en 2004, année où le club se renomme Rossiyanka, le club réalise le doublé Coupe-Championnat en 2005. Le WFC Rossiyanka apparaît pour la première fois en Coupe d'Europe lors de la Coupe féminine de l'UEFA 2006-2007. Sa meilleure performance européenne est un quart de finale en Coupe féminine de l'UEFA 2007-2008 et en Ligue des champions féminine de l'UEFA 2012-2013.
Le club disparaît en 2017.

## Palmarès
- Championnat de Russie
  - Champion : 2005, 2006, 2010, 2012 et 2016
  - Vice-champion : 2004, 2007, 2008, 2009, 2013 et 2015

- Coupe de Russie
  - Vainqueur : 2005, 2006, 2008, 2009 et 2010
  - Finaliste : 2004 et 2007

- Championnat de Russie de deuxième division
  - Champion : 2003

- Ligue des champions
  - Meilleure performance : quart de finaliste lors de la saison 2007-2008 et 2012-2013

## Entraîneurs du club
- ?-février 2010 :  Andreï Mitine
- février 2010-janvier 2012 :  Tatiana Egorova
- janvier 2012[5]-juin 2012 :  Farid Benstiti
- depuis juin 2012 :  Nikolaï Soukharev